# Carcabuey
Carcabuey település Spanyolországban, Córdoba tartományban. Carcabuey Cabra, Zuheros, Luque, Priego de Córdoba és Rute községekkel határos. Lakosainak száma 2299 fő (2024).

## Népesség
A település népessége az elmúlt években az alábbi módon változott:
| Lakosok száma | 2845 | 2834 | 2775 | 2738 | 2662 | 2632 | 2529 | 2412 | 2374 | 2299 |
|               | 2001 | 2004 | 2006 | 2009 | 2011 | 2014 | 2016 | 2019 | 2021 | 2024 |